# Hertsberge
Hertsberge est une section de la commune belge d'Oostkamp située en Région flamande dans la province de Flandre-Occidentale. C'était une commune à part entière depuis sa création en 1919 jusqu'à la fusion des communes de 1977.
Le prieuré Saint-Gertrude appartenait à l'abbaye Saint-Calixte de Cysoing.

## Démographie

### Évolution démographique
- Sources : INS, Rem. : 1831 jusqu'en 1970 = recensements, 1976 = nombre d'habitants au 31 décembre[2].

## Patrimoine
- Château de Hertsberge

## Galerie

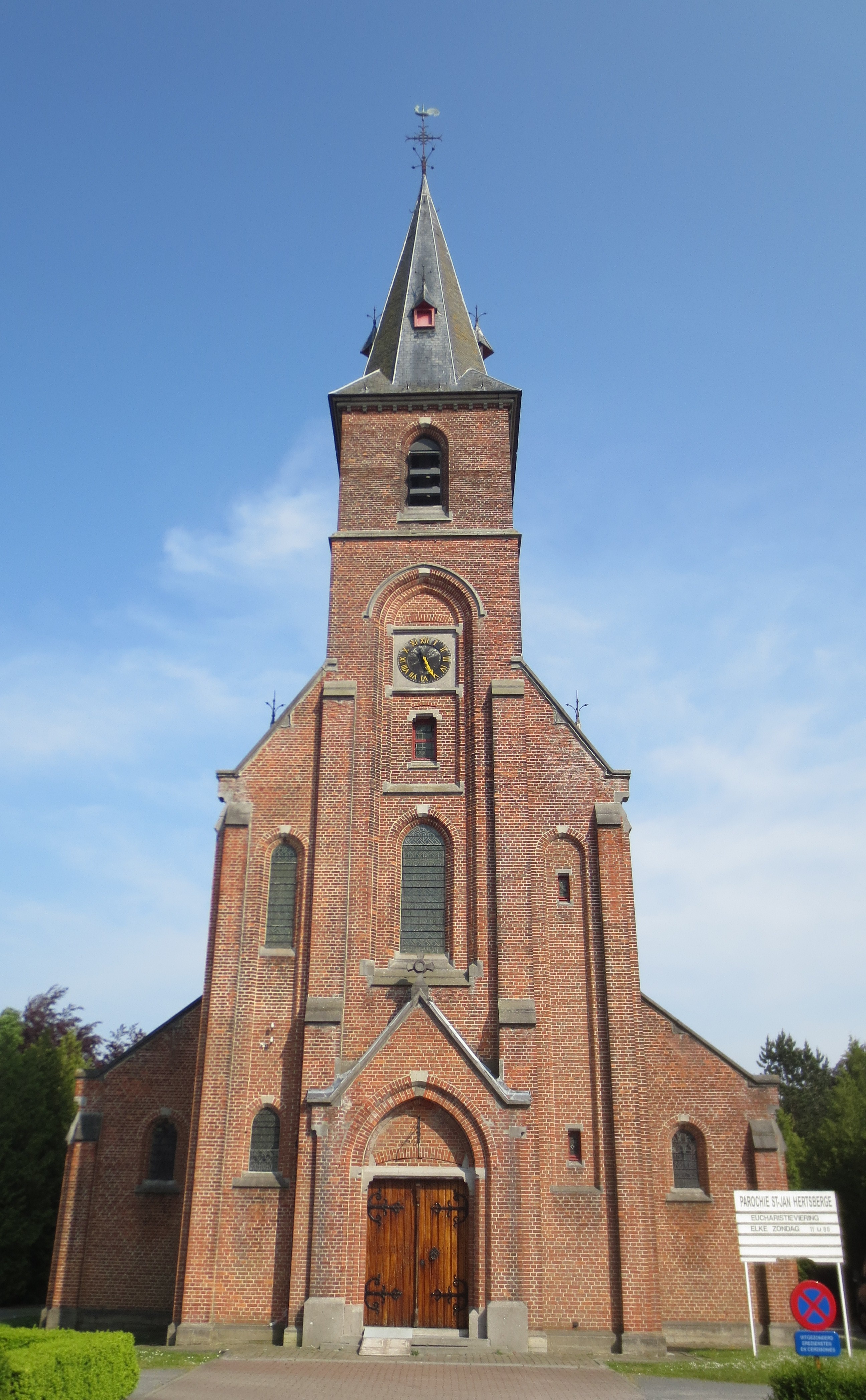
L'église.
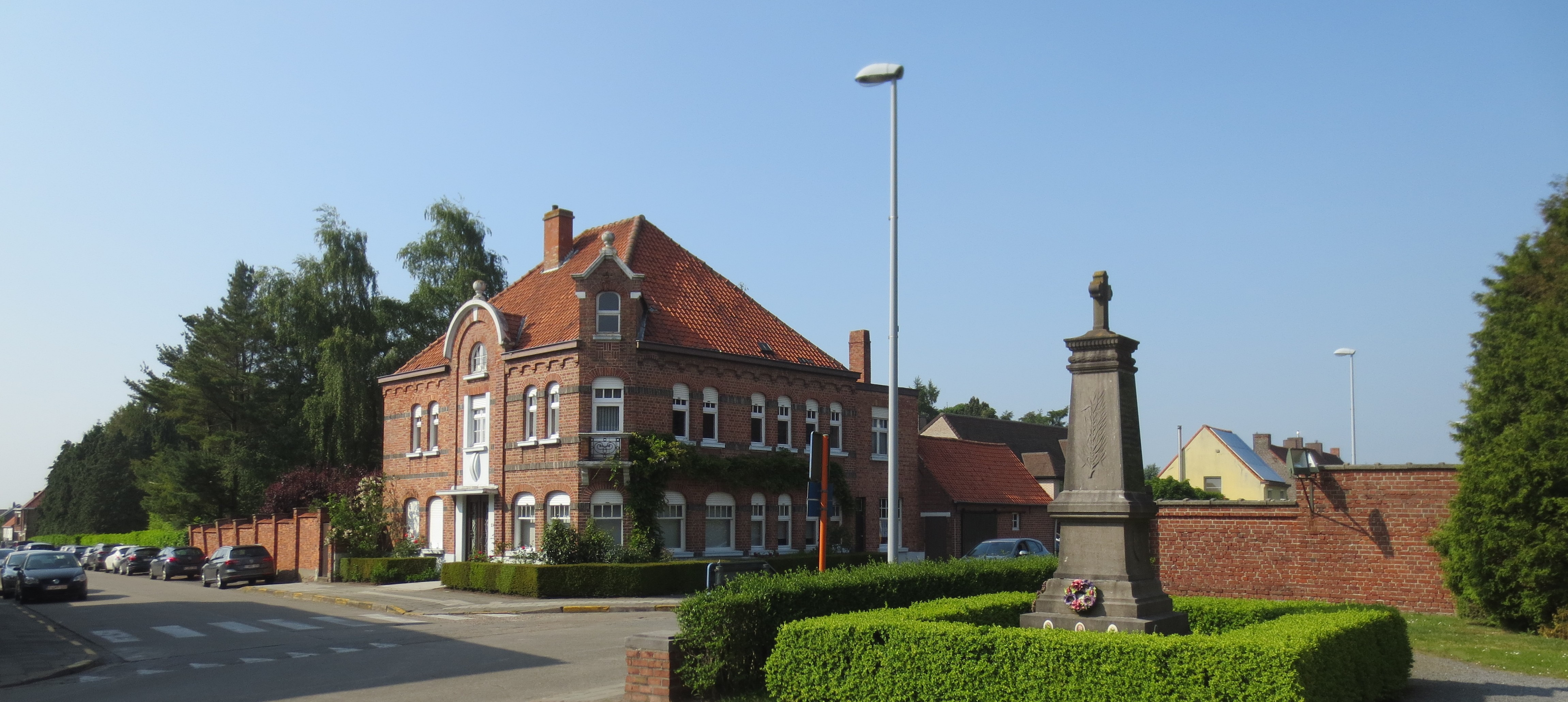
Le monument.
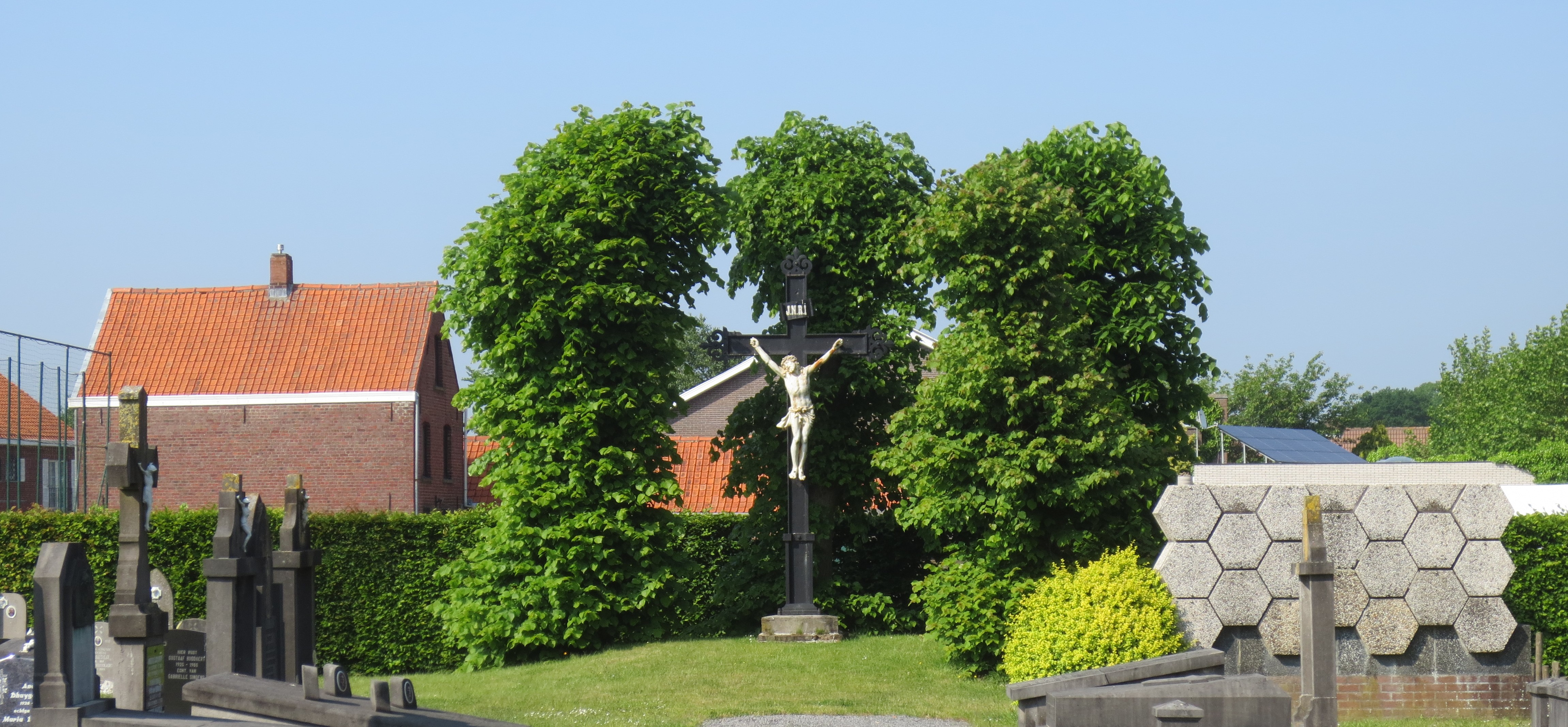
Le calvaire.
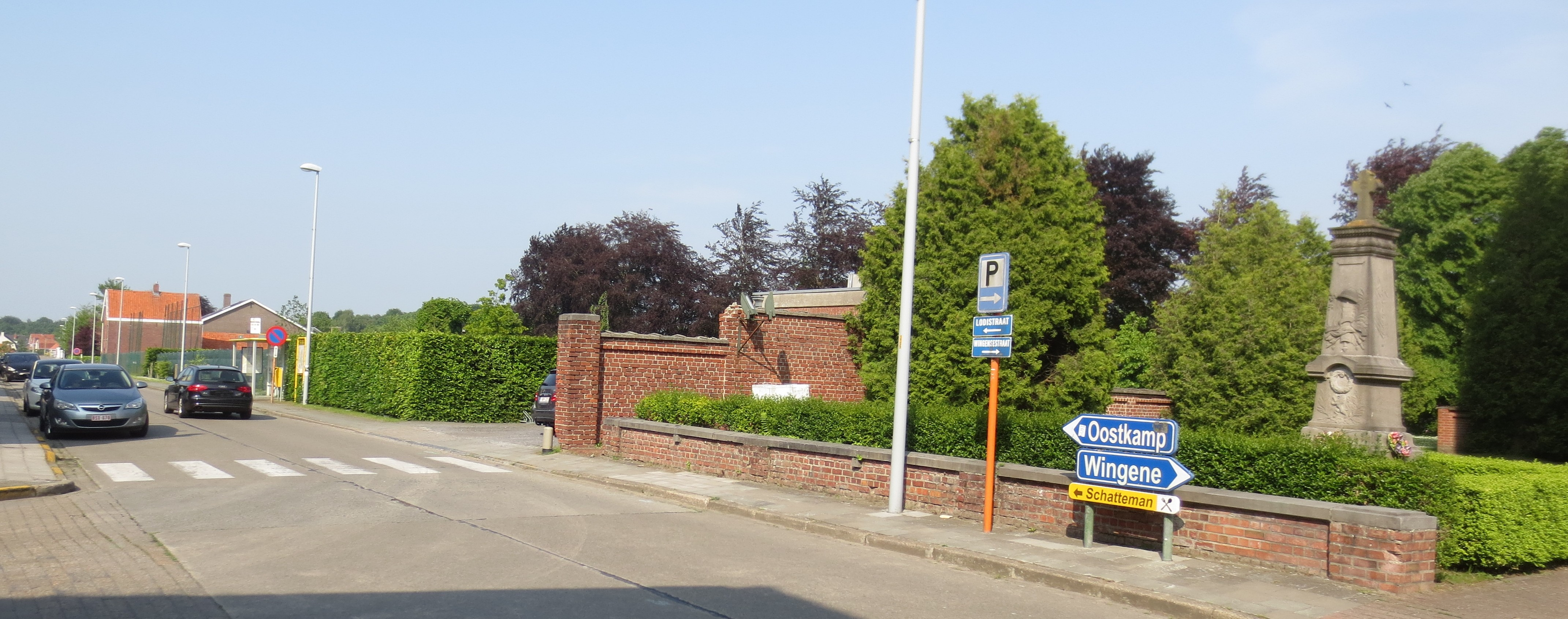
La route.